# Lost Creek (Texas)
Lost Creek es un lugar designado por el censo ubicado en el condado de Travis en el estado estadounidense de Texas. En el Censo de 2010 tenía una población de 4.509 habitantes y una densidad poblacional de 534,85 personas por km².

## Geografía
Lost Creek se encuentra ubicado en las coordenadas 30°17′40″N 97°50′43″O / 30.29444, -97.84528. Según la Oficina del Censo de los Estados Unidos, Lost Creek tiene una superficie total de 8.43 km², de la cual 8.43 km² corresponden a tierra firme y (0%) 0 km² es agua.

## Demografía
Según el censo de 2010, había 4.509 personas residiendo en Lost Creek. La densidad de población era de 534,85 hab./km². De los 4.509 habitantes, Lost Creek estaba compuesto por el 88.91% blancos, el 0.44% eran afroamericanos, el 0.55% eran amerindios, el 7.56% eran asiáticos, el 0% eran isleños del Pacífico, el 0.51% eran de otras razas y el 2.02% pertenecían a dos o más razas. Del total de la población el 6.17% eran hispanos o latinos de cualquier raza.